# Hine-Nui-Te-Po
Hine-Nui-Te-Po ("Nattens stora dam") var nattens och dödens gudinna i maoriernas mytologi på Nya Zeeland. Hon var samma person som Hine-Titama.  
Hine-nui-te-pō var guden Tānes och jordjungfrun Hine-ahuones dotter. Det första gudaparet, Rangi och Papa, fick endast söner. När deras son Tāne bad om en maka, visade hans mor Papa hur han skulle skapa en kvinna av röd jord. Tāne skapade då Hine-ahuone ("den av jord formade jungfrun"), och fick med henne dottern Hine-Titama eller Hine-ata-uira, "den flammande gryningens jungfru", som han sedan tog till sin maka. Hine-Titama visste inte att Tāne var hennes far. När hon fick veta att hennes make och far var samma person, fylldes hon av avsmak och flydde till underjorden. När Tāne följde henne, stoppade hon honom vid porten till underjorden och bad honom att återvända och uppfostra deras barn; själv skulle hon ta emot dem efter döden. Hon hade därmed blivit underjordens drottning och dödens gudinna Hine-Nui-Te-Po, och hon väntade på att Maui skulle föra döden till världen. 
Maui försökte göra mänskligheten odödlig genom att iscensätta en omvänd födelse: han försökte i gestalt av en orm ta sig igenom dödsgudinnans kropp från vaginan och ut genom hennes mun medan hon sov. När fågeln Pīwakawaka skrattade åt synen vaknade dödsgudinnan och dödade Maui genom sin vaginas tänder, och Maui blev då den första varelsen som dog. Solnedsgångens ljus ska ha kommit från henne.    